# 増田信敏
増田 信敏（ますだ のぶとし、1947年 - ）は、日本の写実画家。福岡県苅田町出身。薔薇画廊専属作家。

## 来歴・人物
福岡県立京都高等学校卒業。17歳の時画家を志す。「神秘のリアリスト」として創作活動を展開。「聖なるものを描くことが仕事」とし、本物のリアリズムを追求。

## 活動
- 1965年　銀座夢土画廊で個展。中西夏之（元東京藝術大学教授）に師事。
- 1966年　二科展初入選、以後10回入選。
- 1984年　北九州黒崎そごうで個展。
- 1991年　銀座中央画廊で個展。
- 1992年　西日本美術展入選。
- 1997年　銀座ギャラリー清水で個展。
- 2000年　山形孝夫著『死者と生者のラストサパー』（朝日新聞社）表紙カバー絵担当。
- 2001年　夏樹静子著『茉莉子』（中公文庫）表紙カバー絵担当。
- 2002年　銀座小財堂画廊で個展。
- 2003年　「現代の絵画」（朝日アーティスト出版）への掲載。
- 2006年　『思い出の散歩道』（NHK北九州放送局）で、写実を極める画家として出演。
- 2006年　行橋赤レンガ館（行橋市。県重要文化財）[2]で個展。
- 2007年　藤谷治著『洗面器の音楽』（集英社）表紙カバー絵担当[3]。
- 2008年　銀座薔薇画廊で個展。
- 2011年　福岡日動画廊の写実九人展へ出品。

## 作品
- 『風の色』
- 『無花果』

他多数